# Emile M'Bouh
Emile Belmont M'Bouh M'Bouh (Douala, 30 mei 1966) is een voormalig profvoetballer uit Kameroen.
Mbouh speelde voor de Kameroense nationale ploeg op het WK 1990 en WK 1994. Na zijn actieve voetbalcarrière startte hij een eigen academie op en werd hij trainer van jeugdteams in de Verenigde Staten.